# إريك مارتن (لاعب كريكت)
إريك مارتن (20 مايو 1894 - 2 مايو 1924) (بالإنجليزية: Eric Martin)‏ هو لاعب كريكت بريطاني.